# Concepción Caro
Concepción Caro är en ort i Mexiko, tillhörande kommunen Jocotitlán i den nordvästra delen av delstaten Mexiko. Orten hade 1 102 invånare vid folkräkningen 2010.